# Beba Idelson
Pour les articles homonymes, voir Beba.
Beba Idelson (hébreu בבה אידלסון 1895-1975) est une femme politique israélienne.

## Biographie
Beba Trakhtenbereg est née à Ekaterinoslav dans l'Empire russe, maintenant Dnipropetrovsk en Ukraine. Sa mère décède quand elle a huit ans et son père quand elle a quatorze ans, ils laissent treize enfants. Elle étudie les sciences économiques et sociales à l'Université en Ukraine. En 1913, elle rejoint le groupe Hashomer Hatzair. En 1917 elle se marie avec Yisrael Idelson, ils ont une fille, Rebecca. En 1926, elle s'installe en Palestine mandataire. Elle devient secrétaire du groupe Petah Tikva. En 1927, elle rejoint le groupe Akhdut HaAvoda. Elle est membre de la Knesset de 1949 à 1965 avec le groupe Mapai.